# Bivio
Bivio (rm. Beiva; hist. Stalla, Stallen) - miejscowość w gminie Surses w Szwajcarii, w kantonie Gryzonia, w regionie Albula. Znany ośrodek narciarski.
Miejscowość liczy 179 mieszkańców (31 grudnia 2015) posługujących się w większości językami włoskim (25,5%) i niemieckim (57,3%). Położona jest na wysokości ponad 1769 m n.p.m. Bivio jako nieliczna miejscowość w Szwajcarii zachowała tradycje języka języka retoromańskiego, który traci na znaczeniu. W roku 1980 w języku retoromańskim mówiło 18,5% ludności Bivio, w roku 1990 9%, a w 2014 r. tylko 3,4%.
Przed 1903 r. miejscowość nosiła oficjalną nazwę włoską Stalla (niem. Stallen).